# 格林岩
格林岩（英語：Green Rocks）是南極洲的岩石，位於威爾克斯地，處於洪卡拉島以東0.5公里，根據美國海軍拍攝的空中照片繪入地圖，現時由南極條約體系管理。